# Idaea eburnata
Idaea eburnata là một loài bướm đêm trong họ Geometridae.